# Estación de Avenida Sistema Solar
Avenida Sistema Solar es una estación de la línea ML-4 de Metro Ligero de Madrid (Tranvía de Parla) situada en la avenida homónima de Parla. Abrió al público el 8 de septiembre de 2007.
Su tarifa corresponde a la zona B2 según el Consorcio Regional de Transportes.

## Accesos
- Avenida Sistema Solar Avenida del Sistema Solar, 9

## Líneas y conexiones

### Tranvía de Parla
| << cabecera | < estación        | línea | estación > | cabecera >> |
| ----------- | ----------------- | ----- | ---------- | ----------- |
| circular    | Parque Parla Este |       | Tierra     | circular    |

### Autobuses
| Diurnos |          |                                                  |                           |
| Línea   | Destino  | Parada                                           | Operador                  |
| 3       | Hospital | 18345 Av. Sistema Solar - Est. Av. Sistema Solar | Avanza Movilidad Integral |

| Nocturnos |                         |                                                  |                           |
| Línea     | Destino                 | Parada                                           | Operador                  |
| N806      | Parla / Madrid (Atocha) | 18345 Av. Sistema Solar - Est. Av. Sistema Solar | Avanza Movilidad Integral |